# Jules Ferry
Jules Ferry (Saint-Dié-des-Vosges, 1832 - París, 1893), apodat "el tonkinès", va ser un polític francès de dretes, centralista i nacionalista. Va ser alcalde de París (1870-1871); diputat a l'Assemblea Nacional (1871-1889); president del Consell, és a dir el cap de govern a la seva època (en general, a la tercera i quarta repúbliques franceses), de 1880 a 1881 i de 1883-1885; ministre d'Afers Estrangers (1883-1885) i president del Senat (1893). Tenia formació universitària en dret.
Destaca sobretot per la seva activa promoció del colonialisme francès i per la seva reforma escolar de 1880 i 1881, a la qual va suprimir tota mena d'identitat religiosa ("laïcisme francès"), de les cultures "regionals" (diferents de la francesa) i a les quals va imposar com a única llengua el francès, parlat aleshores per un 10 % dels ciutadans de França, i imposant humiliacions i càstigs als que pronunciessin un mot de patois (llengua diferent del francès). Va ser el principal promotor de la vergonha a partir del darrer quart del segle xix. Per a poder estendre aquests valors francesos i uniformitzar tot el territori sota el seu poder, va introduir l'ensenyament primari públic gratuït i obligatori, el model del qual és encara vigent a la França del segle xxi.
Va ser un acèrrim adversari de la Comuna de París de 1871, de la qual va haver de fugir. Educat al catolicisme i casat amb una protestant, es va fer francmaçó a l'edat de 43 anys. Amb objectius econòmics i de domini polític i de mercat, va promoure el colonialisme a la Xina i al sud-est asiàtic, va obtenir el protectorat de Tunísia i es va llançar a la conquesta del Congo. A Europa va considerar necessari recuperar els territoris de l'Alsàcia i de Lorena. El 1885 va pronunciar el que Charles André Julien ha considerat el "primer manifest imperialista portat a la Tribuna".